# 尤溪 (河流)

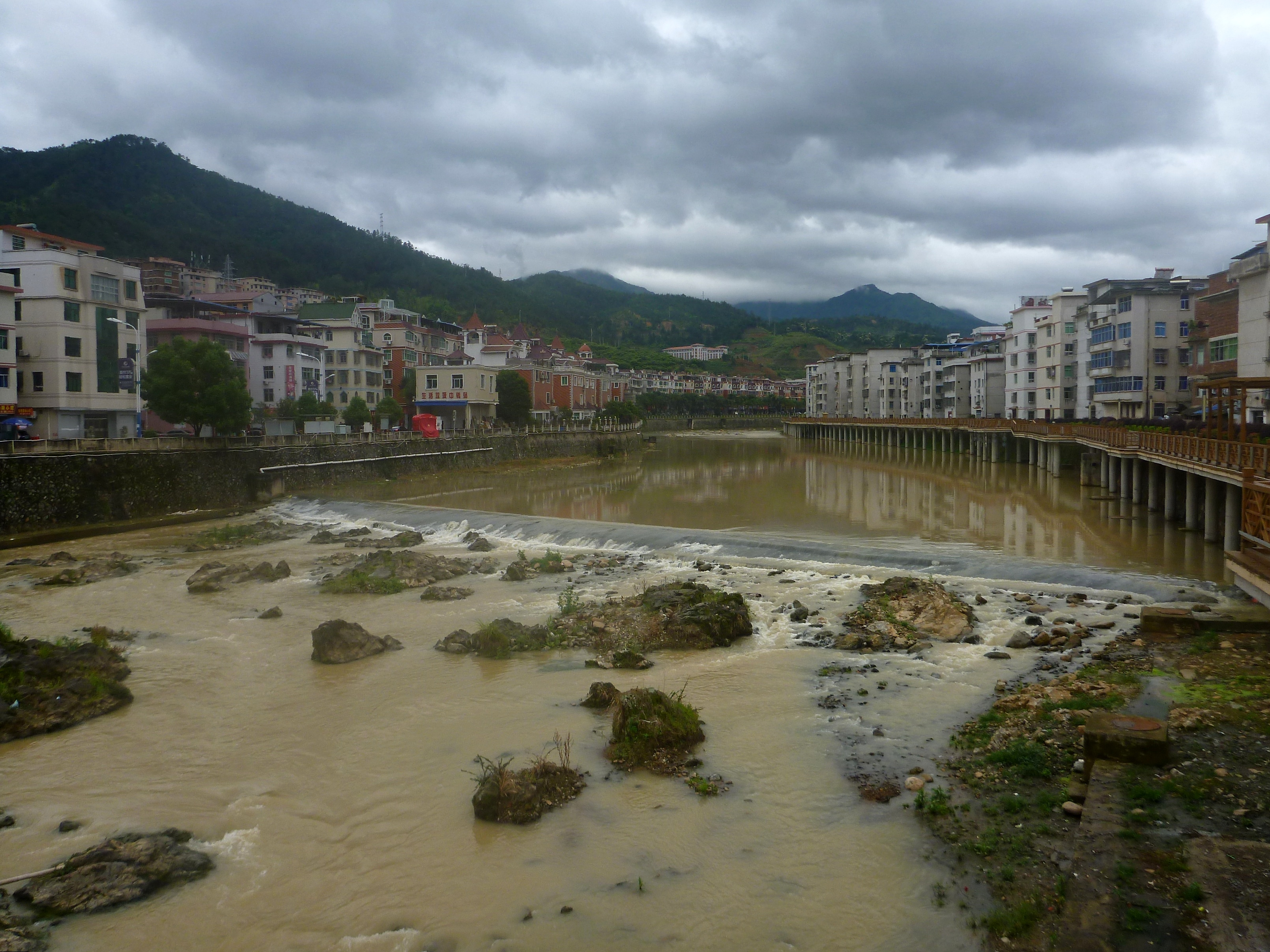
上游均溪河段。

尤溪，位于中华人民共和国福建省中部的一条河流，是闽江右岸支流，源流称屏山溪，发源于大田县东南屏山乡溪头村大墓仑以北的大仙峰南麓，向西南流注入坑口水库，于谢洋乡坑口村出库后向北流，过石牌镇后称均溪，于县城均溪镇转东北流，经华兴镇后注入大田、德化和尤溪交界处的街面水库，于尤溪县坂面镇闽湖村东北出库后称坂面溪，继续向东北流，经坂面镇、水东水电站、县城城关镇、梅仙镇、西滨镇等地，最后于尤溪口镇汇入闽江水口水库库区。下游受到水口水库回水影响，河面宽阔。尤溪河长202千米，流域面积5436平方千米，河道平均比降2‰。年均径流量29亿立方米。尤溪流域水电开发规划建设了五级梯级电站：街面、坂面、水东、汶潭、雍口。历史上尤溪是重要的水路运输通道，后因沿线水利工程建设，水路萎缩，目前仅尤溪县城以下河段可通航。